# Глухий м'якопіднебінний фрикативний
Глухий м’якопіднебінний (задньопіднебінний, велярний) фрикативний — тип приголосного звука, що існує в деяких людських мовах. Символ Міжнародного фонетичного алфавіту для цього звука — x, а відповідний символ X-SAMPA — x.

## Властивості
Властивості глухого м’якопіднебінного фрикативного:
- Тип фонації — глуха, тобто цей звук вимовляється без вібрації голосових зв'язок.
- Спосіб творення — фрикативний, тобто один артикулятор наближається до іншого, утворюючи вузьку щілину, що спричиняє турбулентність.
- Місце творення — м’якопіднебінне, тобто він артикулюється задньою спинкою язика на м’якому піднебінні.
- Це ротовий приголосний, тобто повітря виходить крізь рот.
- Це центральний приголосний, тобто повітря проходить над центральною частиною язика, а не по боках.
- Механізм передачі повітря — егресивний легеневий, тобто під час артикуляції повітря виштовхується крізь голосовий тракт з легенів, а не з гортані, чи з рота.

## Українська мова
В українській мові цей звук передається на письмі літерою х.

## Приклади
| Мова     | Мова     | Слово | Транскрипція | Значення | Примітки                 |
| -------- | -------- | ----- | ------------ | -------- | ------------------------ |
| Аварська | Аварська | чехь  | [ˈxɑ.t̪ɑ]     | 'хата'   | Див. Українська фонетика |